# Domushuset, Kristianstad
Domushuset var ett Domusvaruhus i Kristianstad. Domus i Kristianstad var det sista varuhus i Sverige som använde namnet Domus.
Huset byggdes efter ritningar av KF:s arkitekt Jan Lunding och kunde öppna 1965. Arkitektoniskt utmärkte sig byggnaden genom dess bruna och blanka glasade fasad.
1970 fick huset en andra våning och vid slutet av 80-talet byggdes det ut norrut vilket innebar en butiksyta på 7 200 kvadratmeter. I slutet av 90-talet byggdes huset om igen för att göra plats åt nya butiker.
Fastigheten (Domus 1) ägdes av Kristianstad-Blekinge konsumentförening fram till den 27 maj 2011 då den såldes till Steen & Ström som höll på att utveckla en ny handelsplats i centrala Kristianstad. Domus avdelningar för kläder och husgeråd stängdes under 2012.
Steen & Ström började bygga Kristianstads nya galleria på tomten norr om Domushuset. Denna öppnade i oktober 2013 som första etappen av Galleria Boulevard. I etapp två höjdes biografen Kosmorama en meter för att komma i nivå med Domushusets övre plan. Domushuset fick i samband med detta en ny fasad och interiör. Innan huset stänges inför sammanbyggnationen med de nya delarna hade det tretton butiker med Coop Konsum, Systembolaget, Clas Ohlson och Stadium som viktiga hyresgäster.
En dokumentärfilm om varuhuset, Vi ses på Domus!, hade premiär 2011. Huset visas också i filmen När Domus kom till stan.

## Källhänvisningar
1. 1 2  ”Domushuset fyller 40 år”. Kristianstadsbladet. 27 augusti 2005. http://www.kristianstadsbladet.se/kristianstad/domushuset-fyller-40-ar/.
2. ↑  ”Steen & Ström köper Domus fastighet i Kristianstad”. Steen & Ström. 1 juni 2011. http://www.mynewsdesk.com/se/steenstrom/pressreleases/steen-stroem-koeper-domus-fastighet-i-kristianstad-640878.
3. ↑  ”Sista Domusskylten ner – nya centrum växer fram”. Fastighetsvärlden. 28 oktober 2013. https://www.fastighetsvarlden.se/analys-fakta/projekt/sista-domusskylten-ner-nya-centrum-vaxer-fram/. Läst 11 augusti 2023.